# Episodi di The Shield (sesta stagione)
La sesta stagione di The Shield è stata trasmessa negli Stati Uniti dal 3 aprile al 5 giugno 2007 su FX.
| nº | Titolo originale      | Titolo italiano         | Prima TV USA   | Prima TV Italia   |
| -- | --------------------- | ----------------------- | -------------- | ----------------- |
| 1  | On the jones          | Corruzione              | 3 aprile 2007  | 24 settembre 2008 |
| 2  | Baptism by fire       | Confessione obbligata   | 10 aprile 2007 | 24 settembre 2008 |
| 3  | Back to one           | Un'erronea verità       | 17 aprile 2007 | 1º ottobre 2008   |
| 4  | The new guy           | Il nuovo arrivato       | 24 aprile 2007 | 1º ottobre 2008   |
| 5  | Haunts                | Una dura punizione      | 1º maggio 2007 | 8 ottobre 2008    |
| 6  | Chasing ghosts        | Costretto a parlare     | 8 maggio 2007  | 8 ottobre 2008    |
| 7  | Exiled                | L'avvertimento          | 15 maggio 2007 | 15 ottobre 2008   |
| 8  | The math of the wrath | La figlia del boss      | 22 maggio 2007 | 15 ottobre 2008   |
| 9  | Recoil                | Una foto compromettente | 29 maggio 2007 | 22 ottobre 2008   |
| 10 | Spanish practices     | Famiglia in pericolo    | 5 giugno 2007  | 22 ottobre 2008   |

## Corruzione
- Titolo originale: On the jones
- Diretto da: Michael Fields
- Scritto da: Kurt Sutter

### Trama

Vic Mackey e Jon Kavanaugh mentre vengono alle mani

"Sei appena entrato in un terreno di gioco completamente nuovo e, per il tuo bene, spero che tu conosca le regole."
Vic è deciso a trovare tra i salvadoregni il colpevole dell'omicidio di Lem. Kavanaugh chiede a Phillips di potersi occupare personalmente delle indagini relative alla morte di Lem, esponendogli i suoi sospetti su Vic. Sulla stampa esce la notizia che Lem era un poliziotto corrotto e Vic reagisce piuttosto male. Claudette riferisce a Vic, Shane e Ronnie che Lem era disposto a scontare una pena maggiore se gli affari interni lo avessero protetto da Antwon Mitchell ma è stato ucciso prima di concludere. Vic capisce di essere stato raggirato da Aceveda e Kavanaugh. Shane entra in profonda crisi. Dopo l'ennesima litigata tra Vic e Kavanaugh al distretto, Phillips decide di togliere il caso a Kavanaugh. Quest'ultimo pensa di sfruttare Emolia per incastrare Vic, convincendo la ragazza a testimoniare di essere stata utilizzata dal detective come intermediaria con i salvadoregni per far fuori Lem. Kavanaugh le offre in cambio la protezione testimoni. Emolia accetta di deporre il falso, ma Dutch nutre più di un sospetto e avverte Vic delle manovre di Kavanaugh. Claudette propone a Vic le carte con cui richiedere il suo prepensionamento. Julien e Tina devono indagare sull'aggressione al titolare di un sexy shop.

## Confessione obbligata
- Titolo originale: Baptism by fire
- Diretto da: Guy Ferland
- Scritto da: Scott Rosenbaum

### Trama
"Mai fatto niente di illegale fino ad ora e vengo beccato l'unica volta che cerco di incastrare l'uomo più corrotto che esista sulla terra."
Kavanaugh si presenta a casa di Vic con un mandato di perquisizione. Alcuni elementi di prova ritrovati nell'appartamento e messi in precedenza da Kavanaugh stesso, danno conferma della testimonianza di Emolia. Dutch però è sempre più scettico e tenta di percorrere altre piste interrogando di nuovo Emolia, ma Kavanaugh lo invita a ritrovare Vic e a non perdere tempo con testimoni innocenti. Viene spiccato un mandato di cattura per Vic, nel frattempo impegnato assiduamente nelle indagini sull'omicidio di Lem. Per Vic è diventata una vera e propria ossessione risalire all'assassino dell'amico e nonostante le pressioni di Shane che lo invita a desistere, perché nulla riporterà in vita Lem, Vic mette in atto persino un rapimento per arrivare al presunto colpevole. Dutch cerca di avere informazioni da Corinne che, in distretto, esasperata dalla situazione per lei divenuta insostenibile, accusa pubblicamente Kavanaugh e chiede di poterlo denunciare per molestie sessuali. Claudette, convinta dai dubbi di Dutch, decide di interrogare personalmente Emolia per farle dire la verità. In questo modo costringe Kavanaugh a confessare la manipolazione delle prove da parte sua per incastrare Vic. Kavanaugh viene arrestato. Claudette comunica a Danny che ha superato l'esame per sergente.

## Un'erronea verità
- Titolo originale: Back to one
- Diretto da: Gwyneth Horder-Payton
- Scritto da: Adam Fierro

### Trama
"Non è un'aggiunta, è il tuo rimpiazzo Vic!"
Vic continua a tenere in ostaggio Nydia, la fidanzata di Guardo, ai suoi occhi il principale sospettato dell'omicidio di Lem, nonostante Shane lo inviti a fare un passo indietro, lasciando calmare le acque, ora che tutte le accuse nei suoi confronti sono crollate con l'arresto di Kavanaugh. Vic però è determinato a trovare l'assassino di Lem e a riabilitare la sua immagine di poliziotto corrotto, così come è stata venduta alla stampa. Ronnie deve affiancare Dutch e Billings nelle indagini su una strage in una farmacia dove sono state altresì rubate grosse quantità di efedrina. Si risale ad un laboratorio di metanfetamine. Corinne va da Shane, preoccupata per le condizioni di Vic. Danny inizia il servizio come sergente. David Aceveda porta all'ovile un giornalista per ridare lustro e pubblicità al distretto. Vic riesce a sequestrare Guardo e tenta di farlo parlare. Di fronte al silenzio di Guardo, Vic lo uccide, convintosi che il salvadoregno ha agito da solo. Rientrato all'ovile, Claudette gli sottopone il fascicolo di Kevin Hiatt, astro nascente dell'immigrazione, pronto a prendere il suo posto alla guida della squadra d'assalto una volta che Vic, di lì a un mese, andrà in obbligata pensione anticipata.

## Il nuovo arrivato
- Titolo originale: The new guy
- Diretto da: Clark Johnson
- Scritto da: Elizabeth Craft e Sarah Fain

### Trama
"Già mandare via te è una cazzata, per un poppante come quello poi. Mi si rimescola il sangue!"
Claudette presenta ai membri della squadra d'assalto il nuovo arrivato Kevin Hiatt che rimpiazzerà Vic alla guida del gruppo. Kevin viene dall'immigrazione dove ha ottenuto risultati lusinghieri, ma l'impatto su Ronnie e soprattutto su Shane non è dei migliori. Claudette fa credere a Vic che ha convocato una commissione esaminatrice che potrebbe rivedere il suo pensionamento forzato. La squadra deve intervenire in uno scontro a fuoco tra gang. Si scopre che alcuni elementi degli 1-9 vogliono uscire dalla banda, ma il loro leader Moses fa di tutto per eliminarli. Vic e i suoi devono rintracciare Vantes, il capo dei ribelli, per salvarlo dalla vendetta di Moses. Inizia una corsa contro il tempo. Dutch e Billings sono impegnati nelle indagini sullo stupro ai danni di una ragazza scappata da una casa famiglia. Dutch scopre curiose analogie con un episodio di qualche tempo prima su cui aveva indagato con Claudette. All'epoca non avevano creduto al racconto della vittima che viene nuovamente convocata all'ovile. Tina è diventata il volto immagine della nuova campagna pubblicitaria della polizia i cui poster campeggiano per le strade della città e al distretto. Dutch riferisce a Corinne che il distretto vuole mandare a casa Vic alla fine del quindicesimo anno di servizio. David, su pressione di Cruz Pezuela, influente imprenditore e suo convinto sostenitore politico, fa riassegnare all'ovile il caso del massacro di San Marcos e offre a Claudette una possibile pista suggeritagli dallo stesso Pezuela. Claudette suggerisce a Kevin il nome di Julien come nuovo elemento della squadra.

## Una dura punizione
- Titolo originale: Haunts
- Diretto da: Michael Chiklis
- Scritto da: Charles H. Eglee e Glen Mazzara

### Trama
"Ho ucciso io Lem."
Shane viene ricoverato in ospedale dopo essere stato ritrovato in un canale di scolo, pestato a sangue. Inizialmente Vic pensa siano stati i salvadoregni, poi viene a conoscenza del fatto che, in realtà, il responsabile dell'aggressione è il patrigno di Tilli, la ragazza che Shane ogni tanto frequenta. Anche Mara scopre casualmente che il marito ha avuto occasionali scappatelle e lo sbatte fuori di casa, furiosa. Shane, sempre più disperato e divorato dai rimorsi, confessa alla moglie di avere ucciso l'amico Lem. Aceveda insiste con Claudette affinché si occupi della strage di San Marcos dove dodici messicani clandestini sono stati massacrati. Le indagini sono state affidate alla omicidi, ma se l'ovile risolvesse il caso sarebbe un successo fondamentale per evitarne lo smantellamento. Julien inizia la sua collaborazione con la squadra d'assalto. Nel corso delle indagini Vic entra in contatto con Hernan, un agente federale infiltrato tra i salvadoregni da cui scopre non solo che il massacro di San Marcos sarebbe opera dei messicani stessi ma altresì che non può essere stato Guardo a far fuori Lem. Vic deve aiutare anche l'ex collega e amico Joe Clark a sgomberare un palazzo popolato da narcotrafficanti giamaicani che terrorizzano gli altri condomini. Un'intuizione di Billings porta ad individuare l'insospettabile stupratore recidivo su cui lui e Dutch stanno indagando: si tratta del coordinatore di un centro di accoglienza minori, arrivato in distretto per fornire la sua collaborazione e la cui figlia è scomparsa da tre anni.

## Costretto a parlare
- Titolo originale: Chasing ghosts
- Diretto da: Frank Darabont
- Scritto da: Shawn Ryan e Adam Fierro

### Trama
"Cosa hai fatto? Sei rimasto a guardare o sei scappato mentre saltava in aria?"
Vic va in carcere a trovare Antwon Mitchell per capire se ci sia lui dietro l'omicidio di Lem, ma ha la conferma della sua estraneità ai fatti. Per Shane le novità sulla morte di Lem non hanno alcuna importanza: la faccenda è chiusa, non c'è più nulla da scoprire e sollecita Vic a buttarsi tutto alle spalle smettendola di farsi domande che non avranno mai risposte. Vic inizia a nutrire dei dubbi sul collega e fa controllare da Ronnie le 73 granate sequestrate ai salvadoregni e ancora collocate al deposito artificieri, ma Ronnie non riscontra alcuna mancanza. Il rapporto della scientifica sulla morte di Lem rivela però un particolare che fa drammaticamente capire a Vic la verità sulle responsabilità di Shane. La squadra d'assalto deve indagare sul brutale omicidio della figlia di Robert Martin, custode delle casse comunali, membro politico di spicco in città. David Aceveda consiglia massima discrezione, salvaguardando il buon nome della vittima ed evitando un possibile scandalo. Le indagini rivelano che la ragazza era una eroinomane che si prostituiva per pagare le dosi. Vic riesce ad arrestare i colpevoli, quindi contatta l'influente padre della vittima: dal tragico episodio l'immagine di sua figlia ne uscirà intatta. Vic contestualmente riferisce a Martin dell'udienza d'appello in cui è coinvolto e che potrebbe sbatterlo fuori dalla polizia. Il politico si impegna a fare il possibile per metterci una buona parola. Tina rientra al distretto per riprendere servizio e Billings si diverte a scherzare ripetutamente Dutch in merito alla sua evidente ma non dichiarata attrazione verso la ragazza. I due arrivano a battibeccare rinfacciandosi reciproche cattiverie. Tina deve lavorare fianco a fianco con Danny, dopo che Julien è entrato a far parte della squadra d'assalto. I rapporti tra le due donne sono tutt'altro che facili, anche perché Danny affida a Tina noioso lavoro d'archivio. Nydia denuncia la scomparsa di Guardo: Dutch, interrogandola, scopre del suo rapimento ad opera di Vic per entrare in contatto con Guardo. Cassidy rifiuta di parlare con il padre: ha scoperto le sue malefatte come poliziotto e soprattutto fatica ad accettare che Vic le abbia nascosto di aver avuto un figlio da un'altra donna. Vic decide di portare Cassidy a casa di Danny per farle conoscere il fratellino.

## L'avvertimento
- Titolo originale: Exiled
- Diretto da: Dean White
- Scritto da: Kurt Sutter e Scott Rosenbaum

### Trama
"C'è l'elenco di tutte le porcate, di tutti i crimini che abbiamo commesso dal primo momento. Non è stato facile sai? Ne abbiamo combinate un sacco."
Shane si assenta per 24 ore per riordinare le idee e capire come tutelarsi nei confronti di Vic: raccoglie così in un fascicolo tutte le informazioni che ha contro la squadra d'assalto. Nel frattempo chiede di essere reintegrato alla buoncostume e avvisa Mara di tenere pronti i bagagli per lei e per il figlio, nel caso si rendesse necessaria una fuga. Quindi va a casa della moglie di Gilroy per conoscere da lei i contatti del marito in Messico minacciando di rivelare alle figlie, ancora ignare, il torbido e losco passato del padre. Entra infine in affari con la mafia armena, ma subito ci scappa un omicidio non previsto. Vic si incontra con l'agente federale sotto copertura Hernan. Quest'ultimo, a proposito del braccio del funzionario governativo messicano ritrovato tra i clandestini massacrati a San Marcos, gli riferisce che sia il governo americano sia quello messicano vogliono insabbiare la faccenda. Hernan inoltre punta a guadagnare punti con i boss salvadoregni per ottenere la promozione a capitano ed avere un ruolo ancor più decisivo nella sua attività da infiltrato. Una strage tra salvadoregni ad una festa di quartiere compiuta dai messicani sembra una rappresaglia per vendicare il massacro di San Marcos. Phillips informa Claudette che la centrale darà una mano al distretto per risolvere il caso San Marcos. Claudette intuisce che l'obiettivo dei vertici è chiudere l'ovile: la media arresti, infatti, è carente. Chiede l'appoggio di Aceveda che, ai fini della sua avanzata politica, stringe rapporti sempre più stretti con l'imprenditore sudamericano Cruz Pezuela, a sua volta molto interessato alla soluzione del massacro di San Marcos. Mara dice a Vic che conosce la verità riguardo alla morte di Lem, quindi, incontratasi con Corinne, la avverte minacciosa che non vuole guai da Vic, perché sa molte cose che potrebbero comprometterlo. Claudette organizza una mega retata contro messicani e salvadoregni per arrestare Hernan senza far cadere la sua copertura. Quando Hernan viene rilasciato, i federali però perdono i contatti con lui. Dutch e Billings ritrovano Edoardo Romero, il funzionario sopravvissuto con un arto mozzato dalla strage di San Marcos. Con sé ha una valigia contenente 230.000 dollari. La moglie di Gilroy informa Claudette della visita di Shane a casa sua.

## La figlia del boss
- Titolo originale: The math of the wrath
- Diretto da: Rohn Schmidt
- Scritto da: Charles H. Eglee

### Trama
"Mio padre ha ancora molti uomini fedeli. E io ho te."
I federali hanno perso da trentasei ore i contatti con Hernan, da quando è stato interrogato, senza autorizzazione, all'ovile: temono che la sua copertura sia saltata. Vic viene a scoprire che i messicani sanno che tra i salvadoregni c'è un infiltrato, per cui non hanno intenzione di fare alcuna trattativa: si convince che in qualche modo è trapelata la notizia su Hernan, la cui posizione si è ora fatta molto critica. Shane si incontra con Diro Kesakhian, figlia del boss della mafia armena, per avere chiarimenti in ordine al non previsto delitto del benzinaio che potrebbe metterlo in seri pasticci. La donna gli dà dei soldi per il fastidio procuratogli, punta a tenere nascoste il più possibile le gravi condizioni del padre, ormai in fin di vita, per evitare che si apra la lotta per la sua successione poi chiede a Shane se può rintracciare chi, negli ultimi tempi, ha rapinato diversi appartamenti di suo padre, con gravi conseguenze per gli affari degli armeni. Shane scopre che i locali derubati sono tutti case d'appuntamento. Una ricca signora viene aggredita e pugnalata al ventre in mezzo alla strada, dopo essere uscita da un negozio che vende merce di lusso contraffatta. Vic informa Ronnie del dossier che gli ha fatto avere Shane con l'elenco di tutte le malefatte della squadra d'assalto. Claudette prova a scoprire i motivi dell'attrito improvviso tra Vic e Shane. Kevin riferisce a Vic che Claudette lo ha illuso per tenerlo buono e che il suo pensionamento è già stato deciso. Shane dice a Ronnie la verità sulla morte di Terry ma Ronnie preferisce stare al fianco di Vic. Aceveda studia nuove possibili opzioni per la sua carriera politica.

## Una foto compromettente
- Titolo originale: Recoil
- Diretto da: Guy Ferland
- Scritto da: Elizabeth Craft, Sarah Fain e Adam Fierro

### Trama
"La usi come creda, basta che non risalgano a me. Salvi il suo posto e smetta di scavare: da adesso!"
Aceveda, tramite l'imprenditore Cruz Pezuela, offre alla squadra d'assalto un'importante e decisiva pista per la soluzione del massacro di San Marcos. Diro Kesakhian propone a Shane di diventare suo socio nella gestione degli affari del padre. Shane accetta e, come prima mossa, arresta per importazione illegale Ellis Rezian, il principale candidato a prendere il posto di Kesakhian nella gestione dell'impero armeno. Vic fa tenere sotto controllo Shane da Ronnie e scopre i suoi contatti con la mafia armena, quindi cerca di mettere in cattiva luce il collega con Diro Kesakhian. Shane, per recuperare la fiducia di Diro, le riferisce che Vic è il responsabile della grossa rapina al treno armeno di qualche anno prima. L'influente politico Robert Martin informa Vic che non può far nulla per evitare il suo pensionamento forzato. Vic però trova un inaspettato alleato proprio in Pezuela il quale, soddisfatto per il suo operato sul caso San Marcos e preoccupato che possa scoprire elementi per lui compromettenti, vuole che rimanga a Farmington e gli offre una foto che potrebbe essergli molto utile. Dutch e Billings devono indagare sull'omicidio a sfondo gay di un giovane asiatico trovato con il cranio fracassato. I sospetti si concentrano fin da subito sull'amante. I rapporti tra Dutch e Billings si fanno sempre più tesi, così Billings decide di giocare un brutto scherzo al collega, facendo leva sulla sua passione malcelata per Tina.

## Famiglia in pericolo
- Titolo originale: Spanish practices
- Diretto da: Paris Barclay
- Scritto da: Shawn Ryan e Scott Rosenbaum

### Trama
"È così che Pezuela convince tutti ad approvare i suoi progetti, con il ricatto. Ci ha provato anche con te. È sufficiente per salvare il mio posto di lavoro?"
Vic mostra ad Aceveda la fotografia che gli ha fatto avere Pezuela. Consapevole che l'imprenditore ha le mani in pasta ovunque e molteplici interessi in città, Vic propone ad Aceveda di deporre l'ascia di guerra e chiede il suo aiuto per incastrarlo. Per mostrargli la sua mano tesa Vic gli consegna la memory card e tutte le copie della foto incriminata. Vic, indagando, scopre così un incredibile giro di ricatti con cui Pezuela tiene in scacco l'intera città per portare avanti, senza intoppi, le sue attività a Farmington. Shane suggerisce a Diro che sarebbe meglio rinunciare alla vendetta verso Vic e Ronnie, ma la donna è determinata ad andare avanti. Shane decide di prendere contatti in carcere con Ellis Rezian per avere informazioni sul killer ingaggiato da Diro ed anticipare in questo modo la sua azione. In cambio propone a Rezian un occultamento delle prove a suo carico nonché l'indicazione su dove sono nascosti il boss morente Kesakhian e la figlia Diro, in modo da consentire un rapido passaggio di poteri in suo favore. Shane sequestra quindi Corinne e Cassidy, per qualche ora, per evitare che siano le prime vittime dell'agguato preparato dal sicario armeno. Rezian, constatato che il procuratore è pronto a negoziare una riduzione della pena, propone a Shane un nuovo accordo per assicurargli che i suoi amici non verranno mai uccisi. Shane, d'ora in poi, dovrà salvaguardare i suoi affari da ogni possibile intrusione della polizia. Shane, prima dell'arrivo degli uomini di Rezian, avverte Diro di scappare. Dutch e Danny si confidano le rispettive, non corrisposte, sbandate amorose per Tina e Kevin, quindi interrogano insieme un giovane, sospettato di aver ucciso un barbone amatissimo e considerato una vera e propria leggenda a Farmington. Claudette dà il benservito a Kevin, perché non lo ritiene all'altezza del compito affidatogli di guidare la squadra d'assalto. Billings annuncia a Claudette di aver fatto causa al distretto chiedendo un cospicuo risarcimento danni, conseguenza dell'infortunio subito quando tentò di separare Vic e Kavanaugh durante la loro accesa discussione all'ovile.